# John Newsom-Davis
Pour les articles homonymes, voir John Davis, Newsom et Davis.
 (décembre 2016).
John Michael Newsom-Davis, né le 18 octobre 1932 à Harpenden, dans le Hertfordshire et mort le 24 août 2007 à Adjud, en Roumanie, est un neurologue britannique ayant joué un rôle important dans la découverte des causes et la mise au point du traitement de la myasthénie et d'autres maladies de la jonction neuromusculaire comme le syndrome myasthénique de Lambert-Eaton et la neuromyotonie acquise. Considéré comme « l'un des neurologues cliniciens et médecins scientifiques les plus distingués de sa génération » (« one of the most distinguished clinical neurologists and medical scientists of his generation », il meurt dans un accident d'automobile après avoir visité une clinique de neurologie à Bucarest, plus tôt dans la journée,.

## Biographie

### Sa jeunesse et sa famille
John Newsom-Davis est l'aîné et le seul fils de Kenneth Newsom-Davis, le directeur général de la compagnie Davis Gas Cooker, et de son épouse Eileen, elle-même fille de médecin. Il a une sœur jumelle, Julia. Il effectue sa scolarité à Sherborne et ses études supérieures au Pembroke College de l'université de Cambridge. Durant ses deux années de service militaire qu'il passe à la RAF (1951-53), il acquiert une qualification complète de pilote, notamment sur le chasseur de combat à réaction Meteor.
En 1963 il épouse Rosemary Elizabeth Schmid, d'ascendance à la fois anglaise et suisse, qui deviendra plus tard une éducatrice psychologue et sera active dans le domaine du développement infantile. Ils auront ensemble deux filles et un garçon et, à la date de son décès, sept petits-enfants.

### Sa carrière
Il obtient son MB BChir en 1960 au Middlesex Hospital, et rejoint ensuite l'équipe de Tom Sears au National Hospital de Queen Square, à Londres, où il étudie la physiologie respiratoire. Il passe ensuite une année au centre médical de l'université Cornell à New York, auprès de Fred Plum (en) avec lequel il étudie les voies anatomiques impliquées dans la respiration au sein du système nerveux central. À son retour, en 1970 il est nommé neurologue consultant à la fois au National et au Royal Free Hospital. C'est dans ce dernier établissement qu'il développe un groupe de recherche actif : il devient le premier professeur de recherche clinique du Medical Research Council (MRC) en 1980.
En 1987 il est nommé à la Chaire de clinique neurologique Action Research de l'université d'Oxford, assortie d'un Fellowship à St Edmund Hall. Il y emmène avec lui la plupart des membres de son équipe de chercheurs du Royal Free. À Oxford il développe les neurosciences cliniques dans son propre domaine, celui des maladies à médiation immune et génétiques, et établit un centre d'imagerie fonctionnelle cérébrale par résonance magnétique, reconnu comme étant au premier plan mondial.
En 1997 il succède à Ian McDonald comme rédacteur en chef de la revue neurologique Brain, et fait de cette revue l'une des premières publications scientifiques à proposer son contenu en ligne.